# King Arthur: Excalibur Rising
King Arthur: Excalibur Rising ist ein britischer Fantasyfilm mit historischen Einflüssen der Artussage von Antony Smith. In den Hauptrollen sind Adam Byard, Annes Elwy, Gavin Swift, Nicola Stuart-Hill und Simon Armstrong zu sehen.

## Handlung
In der Schlacht von Camlann wird  König Arthur von seinem eigenen Sohn Mordred getötet. Im Sterben bittet der König seinen loyalen Ritter Sir Bedivere, dass er das legendäre Schwert Excalibur zurück zu der Seegöttin bringt, die es Arthur einst übergab. 19 Jahre später führt Sir Bedivere ein Leben im Exil. Als der gesetzlose Herumtreiber Owain einen Lord dessen Goldschatz abnimmt, wird er überall gesucht. Sir Bedivere ermöglicht dem jungen Mann die Flucht, als er die Wachen auf sich zieht. Dennoch wird wenig später auch Owain überwältigt, und die beiden Männer treffen sich im Kerker wieder. Dort erkennt Sir Bedivere, dass er Arthurs unehelichen Sohn gefunden hat.
Für sein Verbrechen wird Owain zum Tode verurteilt. Der schwer verwundete Sir Bedivere begeht wenig später Suizid. Owain wird kurz darauf von zwei Wachen erdolcht und in den nahegelegenen See geworfen. Da erscheint ihm in einer Vision die Seegöttin, heilt seine Wunden und übergibt ihm das mächtige Schwert Excalibur. Wieder unter den Lebenden rächt sich Owain an den Wachen und tötet vermeintlich auch Mordred, der durch den heiligen Gral allerdings unsterblich ist. Seine Mutter Morganna opfert junge Frauen und beide trinken deren Blut aus dem Gral. Da Owain im Zweikampf unbesiegbar erscheint, erpressen sie eine der jungen Frauen, Ada, damit, ihre jüngere Schwester zu töten, falls sie Owain das Schwert nicht abnehmen kann. Mit Alkohol gelingt es Ada, sich Owain gefügig zu machen. Sie schlägt ihn bewusstlos und klaut das Schwert.
Ada übergibt das Schwert Mordred, allerdings schenken sie nur Ada die Freiheit und opfern ihre Schwester. In ihrer Verzweiflung geht sie zu Owain und beichtet ihm alles. Gemeinsam stoßen sie auf Merlin, der Ada seinen Stab übergibt. In Mordreds Festung kommt es zum Kampf zwischen Owain und Mordred. Während des Kampfes sticht Mordred das Schwert in den Opferstein und kann es, da er der falsche Sohn Arthurs ist, nicht mehr herausziehen. Diese Gelegenheit nutzt Owain, zieht das Schwert hinaus und tötet seinen Halbbruder. Währenddessen schaltet Ada mit den restlichen jungen Frauen Morganna aus. Durch den Stab und den Gral gelingt es ihr außerdem, ihre Schwester zurück ins Leben zu holen. Am Ende wird Owain zum König gekrönt.

## Kritik
„Fantasyactiontrash um King Arthurs Erbe. Drama ist ja fast so schwierig wie Komödie. Wenn es richtig vergurkt ist, wird’s unfreiwillig lustig – wie in dieser debil vor sich hin dräuenden Schändung der Artussage: Nach Arthurs Tod muss sich dessen unehelicher Sohn Owain als Nachfolger bewähren… Excalibur, ein alter treuer Ritter, Merlin, Hexerei und Sachsen – talentfrei hakt Regienulpe Antony Smith mit seiner Laienspielschar ab, was ihm weniges, aber Dümmliches eingefallen ist. Fazit: Dieser C-Film führt ein stumpfes Schwert.“

Auf Rotten Tomatoes bekam der Film eine Zuschauerwertung von 24 %.